# أجلونيما مخددة
أجلونيما مخددة (الاسم العلمي: Aglaonema costatum) هي نوع من النباتات يتبع جنس الأجلونيما من الفصيلة اللوفية.